# Newportia sargenti
Newportia sargenti är en mångfotingart som beskrevs av Chamberlin 1958. Newportia sargenti ingår i släktet Newportia och familjen Scolopocryptopidae.
Artens utbredningsområde är Venezuela. Inga underarter finns listade i Catalogue of Life.